# دار مصعب (القريشية)

تعديل مصدري - تعديل

دار مصعب هي إحدى قرى عزلة قيفه آل محن يزيد بمديرية القريشية التابعة لمحافظة البيضاء، بلغ تعداد سكانها 200 نسمة حسب تعداد اليمن لعام 2004.